# Rhombophryne helenae
Espèce
Synonymes
- Stumpffia helenae Vallan, 2000

Statut de conservation UICN

 CR B2ab(iii) : 
En danger critique
Rhombophryne helenae est une espèce d'amphibiens de la famille des Microhylidae.

## Répartition
Cette espèce est endémique du centre de Madagascar. Elle ne se rencontre que dans la réserve spéciale d'Ambohitantely, à une altitude d'environ 1 500 m,.

## Étymologie
Cette espèce est nommée en l'honneur d'Helena Bigler, l'épouse de Denis Vallan.

## Publication originale
- Vallan, 2000 : A new species of the genus Stumpffia (Amphibia: Anura: Microhylidae) from a small forest remnant of the central high plateau of Madagascar. Revue Suisse de Zoologie, vol. 107, no 4, p. 835-841 (texte intégral).